# 1992年バルセロナオリンピックのイスラエル選手団
1992年バルセロナオリンピックのイスラエル選手団（1992ねんバルセロナオリンピックのイスラエルせんしゅだん）は、1992年7月25日から8月9日にかけてスペインのカタルーニャ州バルセロナで開催された1992年バルセロナオリンピックのイスラエル選手団、およびその競技結果。

## 概要
今大会は銀メダル1個、銅メダル1個、合計2個のメダルを獲得した。
柔道女子61kg以下級でヤエル・アラドが銀メダルを獲得、イスラエルにオリンピック初メダルをもたらした。

## メダル
| メダル | 選手名           | 競技 | 種目           |
| ------ | ---------------- | ---- | -------------- |
| 銀     | ヤエル・アラド   | 柔道 | 女子61kg以下級 |
| 銅     | オレン・スマジャ | 柔道 | 男子71kg以下級 |